# Karl Anderwald
Karl Anderwald (* 26. Juni 1940 in Spittal an der Drau) ist ein österreichischer Politik- und Rechtswissenschaftler.

## Leben
Karl Anderwald maturierte 1958 am Bundesrealgymnasium in Spittal an der Drau. Nach dem Abschluss des Studiums der Rechtswissenschaften in Graz als Mag. et Dr. jur. arbeitete er als Rechtsanwaltsanwärter und Journalist. 1966 trat er in den Kärntner Landesdienst ein und war zunächst in der Verfassungsabteilung und danach in der Bezirkshauptmannschaft Spittal an der Drau tätig. Zudem saß er bis 1984 im Stadtrat von Spittal. Ein 1989 begonnenes nebenberufliches Studium der Politikwissenschaft in Salzburg schloss er 1992 als Dr. phil. ab. Von 1992 bis 2002 war er stellvertretender Landesamtsdirektor von Kärnten. Karl Anderwald ist seit 1966 mit Margot Anderwald, geb. Kurrelvink, verheiratet und Vater zweier Töchter.

## Werke
Forschungsschwerpunkte als Politikwissenschaftler sind ethnische Minderheiten, Wahlkämpfe, sowie Regional- und Kommunalpolitik. Dazu kommen zahlreiche Arbeiten in nationalen und internationalen Publikationen und ab 1999 Lehraufträge an der Universität Salzburg und an der Fachhochschule Kärnten. Anderwald ist Mitbegründer der Fachhochschule Kärnten, war dort Mitglied des ersten Vorstandes und bekleidete anschließend von 2000 bis 2018 die Funktion eines Vorsitzenden des Kuratoriums und des wissenschaftlichen Beirats. 1994 begründete er gemeinsam mit Hellwig Valentin das Kärntner Jahrbuch für Politik, welches 2024 bereits zum 31. Mal in ununterbrochener Reihenfolge unter seiner Mitherausgeberschaft erschienen ist. Im Jahr 2000 gründete er das Carinthian Institute for Ethnic Minorities (CIFEM). Beiträge von Karl Anderwald gibt es auch zur Unterhaltungsliteratur und in Form von zahlreichen Glossen und Kommentaren in Zeitungen, vor allem in der Kleinen Zeitung.
Herausgeberschaften (Mitherausgeber)
- Kärnten-Dokumentation. Nr. 11 bis Nr. 18.
- Kärntner Jahrbuch für Politik. Jahrgänge 1994 bis 2024.[1][2][3][4][5][6][7][8][9][10][11][12][13][14][15][16]
- Publikationsreihe des CIFEM.

Belletristik (Auswahl)
- Die Reisen des Herrn K. Verlag Heymann & Jahn, Wien 1987.[17]
- Kärntner G’schichten. 3. geänderte Auflage. Kärntner Druck- und Verlagsgesellschaft, Klagenfurt 1991.[18][19]
- Stadt der Platzgrafen. In: A. Elste, H. Walder (Hrsg.): Schule schreibt Geschichte(n). Klagenfurt 2008.[20]

## Ehrungen
- 1998: Ehrenzeichen der Stadt Villach
- 2000: Kärntner Landesorden in Silber
- 2000: Dr. h. c. (Universität Czernowitz)
- 2014: Österreichisches Ehrenkreuz für Wissenschaft und Kunst I. Klasse
- 2016: Honorarprofessor (Fachhochschule Kärnten)
- 2018: Goldenes Doktordiplom der Universität Graz